# Elasmomorpha melpomene
Genre
Espèce
Elasmomorpha melpomene est une espèce éteinte d'hyménoptères apocrites de la famille des Stigmaphronidae. Elle a vécu au cours du Crétacé.
Elle est la seule espèce du genre Elasmomorpha.

## Première publication
(ru) Koslov MA in Rasnitsyn A.P., Hymenoptera Apocrita of Mesozoic, Trans. Paleontol. Inst. Acad. Sci. USSR. 147. Nauka Press, Moscow. 134 p. (1975)